# Festival Internacional de Cine de Venecia de 2021
La 78.ª edición del Festival Internacional de Cine de de Venecia tuvo lugar del 1 de septiembre al 11 de septiembre de 2021. El director surcoreano Bong Joon-ho fue elegido como presidente del jurado. La cinta encargada de abrir el Festival fue Madres paralelas, del director español Pedro Almodóvar. El León de Oro se otorgó a L'Événement, de la directora franco-libanesa Audrey Diwan.

## Jurado
Competencia Principal (Venecia 78)
- Bong Joon-ho, director y guionista surcoreano (Presidente del Jurado)
- Saverio Costanzo, director y guionista italiano
- Virginie Efira, actriz belga
- Cynthia Erivo, actriz y cantante británica British actress and singer
- Sarah Gadon, actriz canadiense
- Alexander Nanau, director documental rumano
- Chloé Zhao, directora y guionista china

Horizons
- Jasmila Žbanić, directora bosnio (Presidente del Jurado)
- Mona Fastvold, directora noruega
- Shahram Mokri, director iraní
- Josh Siegel, director del departamento de cine del MoMA
- Nadia Terranova, novelista italiana

Premio Luigi De Laurentiis por Película Debut
- Uberto Pasolini, director y productor italiano (Presidente del Jurado)
- Martin Schweighofer, crítico de cine austríaco
- Amalia Ulman, artista visual argentina

## Selección Oficial

### En Competición[6]
Las siguientes películas fueron seleccionadas para la competición principal:
| Título en inglés                        | Título original              | Director(es)                            | País de producción                                            |
| --------------------------------------- | ---------------------------- | --------------------------------------- | ------------------------------------------------------------- |
| America Latina                          | America Latina               | Damiano D'Innocenzo y Fabio D'Innocenzo | Italia                                                        |
| Another World                           | Un autre monde               | Stéphane Brizé                          | Francia                                                       |
| The Box                                 | La caja                      | Lorenzo Vigas                           | México, Estados Unidos                                        |
| Captain Volkonogov Escaped              | Капитан Волконогов бежал     | Aleksey Chupov y Natalya Merkulova      | Rusia                                                         |
| The Card Counter                        | The Card Counter             | Paul Schrader                           | Estados Unidos                                                |
| Freaks Out                              | Freaks Out                   | Gabriele Mainetti                       | Italia, Bélgica                                               |
| The Hand of God                         | È stata la mano di Dio       | Paolo Sorrentino                        | Italia                                                        |
| Happening                               | L'événement                  | Audrey Diwan                            | Francia                                                       |
| Il buco                                 | Il buco                      | Michelangelo Frammartino                | Italia, Francia, Alemania                                     |
| Leave No Traces                         | Żeby nie było śladów         | Jan P. Matuszyński                      | Polonia, Francia, República Checa                             |
| The Lost Daughter                       | The Lost Daughter            | Maggie Gyllenhaal                       | Grecia, Estados Unidos                                        |
| Lost Illusions                          | Illusions perdues            | Xavier Giannoli                         | Francia                                                       |
| Mona Lisa and the Blood Moon            | Mona Lisa and the Blood Moon | Ana Lily Amirpour                       | Estados Unidos                                                |
| Official Competition                    | Competencia oficial          | Gastón Duprat y Mariano Cohn            | España                                                        |
| On the Job: The Missing 8               | On the Job: The Missing 8    | Erik Matti                              | Filipinas                                                     |
| Parallel Mothers (película de apertura) | Madres paralelas             | Pedro Almodóvar                         | España                                                        |
| The Power of the Dog                    | The Power of the Dog         | Jane Campion                            | Reino Unido, Australia, Estados Unidos, Canadá, Nueva Zelanda |
| The King of Laughter                    | Qui rido io                  | Mario Martone                           | Italia, España                                                |
| Reflection                              | Відблиск                     | Valentyn Vasyanovych                    | Ucrania                                                       |
| Spencer                                 | Spencer                      | Pablo Larraín                           | Estados Unidos, Reino Unido, Alemania, Chile                  |
| Sundown                                 | Sundown                      | Michel Franco                           | México, Francia, Suecia                                       |

Horizontes (Orizzonti)
| Título en inglés             | Título original        | Director(es)                 | País de producción                                       |
| ---------------------------- | ---------------------- | ---------------------------- | -------------------------------------------------------- |
| Atlantide                    |                        | Yuri Ancarani                | Italia, Francia, Estados Unidos, Catar                   |
| Miracle                      | Miracol                | Bogdan George Apetri         | Rumania, República Checa, Letonia                        |
| Pilgrims                     | Piligrimai             | Laurynas Bareiša             | Lituania                                                 |
| The Peacock´s Paradise       | Il paradiso del pavone | Laura Bispuri                | Italia, Alemania                                         |
| The Falls                    |                        | Chung Mong-hong              | Taiwán                                                   |
| The Hole in the Fence        | El hoyo en la cerca    | Joaquín del Paso             | México, Polonia                                          |
| Amira                        |                        | Mohamed Diab                 | Egipto, Jordania, Emiratos Árabes Unidos, Arabia Saudita |
| Full Time                    | Á plein temps          | Eric Gravel                  | Francia                                                  |
| 107 Mothers                  | Cenzorka               | Peter Kerekes                | Eslovaquia, República Checa, Ucrania                     |
| Vera Dreams of the Sea       | Vera andrron detin     | Kaltrina Krasniqi            | Kosovo, Albania, Macedonia del Norte                     |
| Promises                     | Les promesses          | Thomas Kruithof              | Francia                                                  |
| White Building               | Bodeng sar             | Kavich Neang                 | Camboya, Francia, China, Catar                           |
| Anatomy of Time              | Wela                   | Jakrawal Nilthamrong         | Tailandia, Francia, Países Bajos, Singapur               |
| The Other Tom                | El otro Tom            | Rodrigo Plá y Laura Santullo | México, Estados Unidos                                   |
| The Great Movement           | El Gran Movimiento     | Kiro Russo                   | Bolivia, Catar, Francia, Suiza                           |
| Once Upon a Time in Calcutta |                        | Aditya Vikram Sengupta       | India, Brasil, Noruega                                   |
| Rhino                        | Nosorih                | Oleh Sentsov                 | Ucrania, Polonia, Alemania                               |
| True Things                  |                        | Harry Wootliff               | Reino Unido                                              |
| Inu-oh                       |                        | Masaaki Yuasa                | Japón, China                                             |

### Fuera de Competencia[7]
Las siguientes películas fueron seleccionadas para ser proyectadas fuera de competencia:
| Ficción                                      | Ficción                                      | Ficción                        | Ficción                     |
| Título en inglés                             | Título original                              | Director(es)                   | País de producción          |
| -------------------------------------------- | -------------------------------------------- | ------------------------------ | --------------------------- |
| Ariaferma                                    | Ariaferma                                    | Leonardo Di Costanzo           | Italia, Suiza               |
| Dune                                         | Dune                                         | Denis Villeneuve               | Estados Unidos              |
| Halloween Kills                              | Halloween Kills                              | David Gordon Green             | Estados Unidos              |
| Il Bambino Nascosto (closing film)           | Il Bambino Nascosto (closing film)           | Roberto Andò                   | Italia, Francia             |
| La Scuola Cattolica                          | La Scuola Cattolica                          | Stefano Mordini                | Italia                      |
| The Last Duel                                | The Last Duel                                | Ridley Scott                   | Reino Unido, Estados Unidos |
| Last Night in Soho                           | Last Night in Soho                           | Edgar Wright                   | Reino Unido                 |
| Les Choses Humaines                          | Les Choses Humaines                          | Yvan Attal                     | Francia                     |
| Old Henry                                    | Old Henry                                    | Potsy Ponciroli                | Estados Unidos              |
| No-ficción                                   |                                              |                                |                             |
| Título en inglés                             | Título original                              | Director(es)                   | País de producción          |
| Becoming Led Zeppelin                        | Becoming Led Zeppelin                        | Bernard MacMahon               | Estados Unidos              |
| Deandré#Deandré Storio di un Impiegato       | Deandré#Deandré Storio di un Impiegato       | Roberta Lena                   | Italia                      |
| Django & Django                              | Django & Django                              | Luca Rea                       | Italia                      |
| Ezio Bosso: Le cose che restano              | Ezio Bosso: Le cose che restano              | Giorgio Verdelli               | Italia                      |
| Hallelujah: Leonard Cohen, A Journey, A Song | Hallelujah: Leonard Cohen, A Journey, A Song | Daniel Geller y Dayna Goldfine | Estados Unidos              |
| Life of Crime 1984-2020                      | Life of Crime 1984-2020                      | Jon Alpert                     | Estados Unidos              |
| Republic of Silence                          | Republic of Silence                          | Diana El Jeiroudi              | Francia, Alemania, Siria    |
| Tranchées [uk]                               | Tranchées [uk]                               | Loup Bureau                    | Francia                     |
| Viaggio Nel Crepuscolo                       | Viaggio Nel Crepuscolo                       | Augusto Contento               | Francia, Italia             |
| Series                                       |                                              |                                |                             |
| Título en inglés                             | Título original                              | Director(es)                   | País de producción          |
| Scenes from a Marriage (episodios 1-5)       | Scenes from a Marriage (episodios 1-5)       | Hagai Levi                     | Estados Unidos              |
| Cortometrajes                                |                                              |                                |                             |
| Título en inglés                             | Título original                              | Director(es)                   | País de producción          |
| The Night                                    | Liang Ye Bu Neng Liu                         | Tsai Ming-liang                | Taiwán                      |
| Plastic Semiotic                             | Plastic Semiotic                             | Radu Jude                      | Rumania                     |
| Sad Film                                     | Sad Film                                     | Vasili                         | Myanmar, Países Bajos       |

## Premios

### Selección Oficial[8]
Los siguientes premios fueron presentados en la 78a edición:
En competencia
- León de Oro: Happening de Audrey Diwan
- Gran Premio del Jurados: The Hand of God de Paolo Sorrentino
- León de Plata: The Power of the Dog de Jane Campion
- Copa Volpi por Mejor Actriz: Penélope Cruz por Parallel Mothers
- Copa Volpi por Mejor Actor: John Arcilla por On the Job: The Missing 8
- Premio Osella al Mejor Guion: The Lost Daughter de Maggie Gyllenhaal
- Premio Especial del Jurado: Il buco de Michelangelo Frammartino
- Premio Marcello Mastroianni: Filippo Scotti por The Hand of God

Horizons (Orizzonti)
- Mejor Película: Pilgrims de Laurynas Bareisa
- Mejor Director: Full Time de Eric Gravel
- Premio Especial del Jurado: El Gran Movimiento de Kiro Russo
- Mejor Actriz: Laure Calamy por Full Time
- Mejor Actor: Piseth Chhun por White Building
- Mejor Guion: 107 Mothers de Peter Kerekes
- Mejor Cortometraje: The Bones de Cristóbal León y Joaquín Cociña
- Premio Armani Beauty Audience: The Blind Man Who Did Not Want to See Titanic de Teemu Nikki

León del futuro
- Premio Luigi De Laurentiis para una película debut: Imaculat de George Chiper-Lillemark y Monica Stan

### Sección Autónoma
Semana Internacional de la Crítica de Venecia
- Gran Premio: Zalava de Arsalan Amiri
- Premio Mario Serandrei: They Carry Death de Samuel M. Delgado y Helena Girón
- Mejor Cortometraje: Inchei de Federico Demattè
- Mejor Director: Inchei de Federico Demattè
- Mejor Contribución Técnica: L'Incanto de Chiara Caterina

### Premios Colaterales[9]
Premio Arca CinemaGiovani
- Mejor Película Italiana: The Hand of God de Paolo Sorrentino
- Mejor Película del Venezia 78: Happening de Audrey Diwan

Premio a los autores debajo de los 40
- Mejor Director: Vera Dreams of the Sea de Kaltrina Krasniqi
- Mejor Guion: Imaculat de George Chiper-Lillemark y Monica Stan

Premio BNL Gruppo BNP Paribas People's Choice: Deserto Particular de Aly Muritiba
Premio Brian: Happening de Audrey Diwan
Premio Casa Wabi – Mantarraya: Imaculat de George Chiper-Lillemark y Monica Stan
Premio CICT - UNESCO "Enrico Fulchignoni": Amira de Mohamed Diab
Premio Edipo Re:
- Al Garib de Amer Fakher Eldin
- Vera Dreams of the Sea de Kaltrina Krasniqi

Premio Europa Cinemas Label: Californie de Alessandro Cassigoli y Casey Kauffman
Premio Fanheart3
- Graffetta d'Oro por Mejor Película: Freaks Out de Gabriele Mainetti
- Nave d’Argento por Mejor OTP: Mona Lisa and the Blood Moon de Ana Lily Amirpour
- Experiencia VR Fan: Knot: A Trilogy de Glen Neath y David Rosenberg
- Mención Especial: Old Henry de Potsy Ponciroli

Premio FEDIC: Il buco de Michelangelo Frammartino
- Mención Especial: La Ragazza Ha Volato de Wilma Labate

Premio FIPRESCI:
- Mejor película (competencia principal): Happening de Audrey Diwan
- Mejor película (otras secciones): Zalava de Arsalan Amiri

### Premios especiales
- León Dorado a la Trayectoria: Roberto Benigni y Jamie Lee Curtis